# Neohaematopinus menetensis
Neohaematopinus menetensis är en insektsart som beskrevs av Blagoveshtchensky 1972. Neohaematopinus menetensis ingår i släktet Neohaematopinus och familjen ledlöss. Inga underarter finns listade i Catalogue of Life.